# Jason Robards
Jason Nelson Robards, Jr. (Chicago, Illinois, 26 de juliol de 1922 – Bridgeport, Connecticut, 26 de desembre de 2000) va ser un actor estatunidenc de cinema, teatre i televisió. Va guanyar un Premi Tony, dos Oscars i un Emmy. També va ser un veterà combatent de la Segona Guerra Mundial.
Va actuar en moltes obres d'Eugene O'Neill i va fer papers de figures històriques.

## Obra

### Teatre
| Època     | Producció                     | Personatge                | Notes                                                                        |
| --------- | ----------------------------- | ------------------------- | ---------------------------------------------------------------------------- |
| 1956-1958 | Long Day's Journey Into Night | James Tyrone, Jr.         | Theatre World Award Nominació − Tony Award al millor actor en obra de teatre |
| 1958-1959 | The Disenchanted              | Manley Halliday           | Tony Award al millor actor en obra de teatre                                 |
| 1960-1961 | Toys in the Attic             | Julian Berniers           | Nominació − Tony Award al millor actor en obra de teatre                     |
| 1961      | Big Fish, Little Fish         | William Baker             |                                                                              |
| 1962-1963 | A Thousand Clowns             | Murray Burns              |                                                                              |
| 1964-1965 | After the Fall                | Quentin                   | Nominació − Tony Award al millor actor en obra de teatre                     |
| 1964      | But for Whom Charlie          | Seymour Rosenthal         |                                                                              |
| 1964-1965 | Hughie                        | "Erie" Smith              | Nominació − Tony Award al millor actor en obra de teatre                     |
| 1965-1966 | The Devils                    | Urbain Grandier           |                                                                              |
| 1968      | We Bombed in New Haven        | Capità Starkey            |                                                                              |
| 1972      | The Country Girl              | Frank Elgin               | Nominació − Tony Award al millor actor en obra de teatre                     |
| 1973-1974 | A Moon for the Misbegotten    | James Tyrone, Jr.         | Nominació − Tony Award al millor actor en obra de teatre                     |
| 1977-1978 | A Touch of the Poet           | Cornelius Melody          | Nominació − Tony Award al millor actor en obra de teatre                     |
| 1983-1984 | You Can't Take It with You    | Martin Vanderhof          |                                                                              |
| 1985      | The Iceman Cometh             | Theodore Hickman "Hickey" |                                                                              |
| 1987      | A Month of Sundays            | Cooper                    |                                                                              |
| 1988      | Ah, Wilderness!               | Nat Miller                |                                                                              |
| 1988      | Long Day's Journey Into Night | James Tyrone              |                                                                              |
| 1989-1990 | Love Letters                  | Andrew Makepiece Ladd III |                                                                              |
| 1991-1992 | Park Your Car in Harvard Yard | Jacob Brackish            |                                                                              |
| 1994      | No Man's Land                 | Hirst                     |                                                                              |

Font: «Jason Robards, Jr.».   Playbill Vault. Arxivat de l'original el 27 de maig 2012. [Consulta: 20 setembre 2013].

### Cinema
| Any  | Títol                                                      | Personatge                     | Notes |
| ---- | ---------------------------------------------------------- | ------------------------------ | --- |
| 1959 | The Journey                                                | Paul Kedes                     | |
| 1961 | Brots de passió (By Love Possessed)                        | Julius Penrose                 | |
| 1962 | Tendra és la nit (Tender Is the Night)                     | Dr. Richard "Dick" Diver       | |
| 1962 | Long Day's Journey Into Night                              | Jamie Tyrone                   | Premi a la interpretació masculina (Festival de Canes) National Board of Review Award for Best Actor |
| 1963 | Act One                                                    | George S. Kaufman              | |
| 1965 | Milers de pallassos (A Thousand Clowns)                    | Murray Burns                   | Nominació − Globus d'Or al millor actor musical o còmic |
| 1966 | A Big Hand for the Little Lady                             | Henry Drummond                 | |
| 1966 | Any Wednesday                                              | John Cleves                    | |
| 1967 | Divorce American Style                                     | Nelson Downes                  | |
| 1967 | The St. Valentine's Day Massacre                           | Al Capone                      | |
| 1967 | L'hora de les pistoles (Hour of the Gun)                   | Doc Holliday                   | |
| 1968 | Fins que li va arribar l'hora (C'era una volta il West)    | Cheyenne                       | |
| 1968 | The Night They Raided Minsky's                             | Raymond Paine                  | |
| 1968 | Isadora (The Loves of Isadora)                             | Singer                         | |
| 1970 | Rosolino Paternò, soldato...                               | Sam Armstrong                  | |
| 1970 | The Ballad of Cable Hogue                                  | Cable Hogue                    | |
| 1970 | Julius Caesar                                              | Marcus Brutus                  | |
| 1970 | Tora! Tora! Tora!                                          | Tinent General Walter C. Short | |
| 1970 | Fools                                                      | Matthew South                  | |
| 1971 | Johnny va agafar el fusell (Johnny Got His Gun)            | Pare d'en Joe                  | |
| 1971 | Murders in the Rue Morgue                                  | Cesar Charron                  | |
| 1972 | Guerra entre homes i dones (The War Between Men and Women) | Stephen Kozlenko               | |
| 1973 | Pat Garret i Billy el Nen (Pat Garrett & Billy the Kid)    | Governor Wallace               | |
| 1975 | A Boy and His Dog                                          | Lou Craddock                   | |
| 1975 | Mr. Sycamore                                               | John Gwilt                     | |
| 1976 | Tots els homes del president (All the President's Men)     | Ben Bradlee                    | Oscar al millor actor secundari Kansas City Film Critics Circle Award for Best Supporting Actor National Board of Review Award for Best Supporting Actor National Society of Film Critics Award for Best Supporting Actor New York Film Critics Circle Award for Best Supporting Actor Nominació − BAFTA al millor actor secundari Nominació − Globus d'Or al millor actor secundari |
| 1976 | The Spy Who Never Was                                      | Inspector Barkan               | |
| 1977 | Julia                                                      | Hammett                        | Oscar al millor actor secundari Kansas City Film Critics Circle Award for Best Supporting Actor Los Angeles Film Critics Association Award for Best Supporting Actor Nominació − BAFTA al millor actor secundari Nominació − Globus d'Or al millor actor secundari |
| 1978 | Arriba un genet (Comes a Horseman)                         | Jacob "J.W." Ewing             | |
| 1979 | Hurricane                                                  | Captain Bruckner               | |
| 1980 | Cabo Blanco                                                | Gunther Beckdorff              | |
| 1980 | Raise the Titanic                                          | Admiral James Sandecker        | |
| 1980 | Melvin and Howard                                          | Howard Hughes                  | Boston Society of Film Critics Award for Best Supporting Actor National Society of Film Critics Award for Best Supporting Actor (3r lloc) New York Film Critics Circle Award for Best Supporting Actor (2n lloc) Nominació − Oscar al millor actor secundari Nominació − Globus d'Or al millor actor secundari                                                                       |
| 1981 | The Legend of the Lone Ranger                              | Ulysses S. Grant               | |
| 1983 | Max Dugan Returns                                          | Max Dugan                      | |
| 1983 | Something Wicked This Way Comes                            | Charles Halloway               | |
| 1987 | Square Dance                                               | Dillard                        | |
| 1988 | The Good Mother                                            | Muth                           | |
| 1989 | Si els somnis es fessin realitat (Dream a Little Dream)    | Coleman Ettinger               | |
| 1989 | Reunion                                                    | Harry Strauss                  | |
| 1989 | Parenthood                                                 | Frank Buckman                  | |
| 1989 | Black Rainbow                                              | Walter Travis                  | |
| 1990 | Amb la poli als talons (Quick Change)                      | Cap Rotzinger                  | |
| 1992 | Deceptions                                                 | Clay                           | |
| 1992 | El pes de la corrupció (Storyville)                        | Clifford Fowler                | |
| 1993 | The Adventures of Huck Finn                                | The King                       | |
| 1993 | The Trial                                                  | Doctor Huld                    | |
| 1993 | Filadèlfia (Philadelphia)                                  | Charles Wheeler                | |
| 1994 | The Paper                                                  | Graham Keighley                | |
| 1994 | La lliga d'en Billy (Little Big League)                    | Thomas Heywood                 | |
| 1995 | Marea roja (Crimson Tide)                                  | Rear Admiral Anderson          | no surt als crèdits |
| 1997 | Heretaràs la terra (A Thousand Acres)                      | Larry Cook                     | |
| 1998 | Heartwood                                                  | Logan Reeser                   | |
| 1998 | El guacamai pirata (The Real Macaw)                        | Avi Girdis                     | |
| 1998 | Beloved                                                    | Mr. Bodwin                     | |
| 1998 | Enemy of the State                                         | Congressman Phillip Hammersley | no surt als crèdits |
| 1999 | Magnolia                                                   | Earl Partridge                 | Florida Film Critics Circle Award for Best Cast Nominació − Screen Actors Guild Award for Outstanding Performance by a Cast in a Motion Picture |

### Televisió
| Any       | Títol                                                 | Personatge                       | Notes                                                                                                   |
| --------- | ----------------------------------------------------- | -------------------------------- | --- |
| 1951-1954 | The Big Story                                         | Mr. Simms Aaron Dudley           | Episodi: Arthur Mielke of the Washington Times Herald Episodi: Aaron Dudley, Reporter                   |
| 1955      | The Philco Television Playhouse                       | Mason Joe Grant                  | Episodi: The Outsiders Episodi: The Death of Billy the Kid                                              |
| 1955-1956 | Armstrong Circle Theatre                              | Paul Foster Reinhardt Schmidt    | Episodi: Man in Shadow Episodi: Lost $2 Billion: The Story of Hurricane Diane                           |
| 1955-1956 | Justice                                               | Karder                           | Episodi: Pattern of Lies Episodi: Decision by Panic                                                     |
| 1956-1957 | The Alcoa Hour                                        | Jayson Bert Palmer Bridger       | Episodi: Night Episodi: The Big Build-Up Episodi: Even the Weariest River                               |
| 1955-1957 | Studio One in Hollywood                               | Prisoner Leonard O'Brien Cameron | Episodi: Twenty-Four Hours Episodi: The Incredible World of Horace Ford Episodi: A Picture in the Paper |
| 1958      | Omnibus (U.S. TV series)                              | Prime Minister                   | Episodi: Moment of Truth                                                                                |
| 1959      | Playhouse 90                                          | Robert Jordan                    | Episodi: For Whom the Bell Tolls: Part 2                                                                |
| 1959      | NBC Sunday Showcase                                   | Alex Reed                        | Episodi: People Kill People Sometimes                                                                   |
| 1959      | Casa de nines (A Doll's House)                        | Dr. Rank                         | Telefilm                                                                                                |
| 1960      | Dow Hour of Great Mysteries                           | Detectiu Anderson                | Episodi: The Bat                                                                                        |
| 1960      | The Play of the Week                                  | Theodore "Hickey" Hickman        | Episodi: The Iceman Cometh                                                                              |
| 1962      | Westinghouse Presents: That's Where the Town is Going | Hobart Cramm                     | Telefilm                                                                                                |
| 1964      | Abe Lincoln in Illinois                               | Abraham Lincoln                  | Telefilm Nominat − Primetime Emmy al millor actor                                                       |
| 1963-1966 | Bob Hope Presents the Chrysler Theatre                | Irish LaFontain Ivan Denisovich  | Episodi: Shipwrecked Episodi: One Day in the Life of Ivan Denisovich                                    |
| 1966      | ABC Stage 67                                          | Royal Earle Thompson             | Episodi: Noon Wine                                                                                      |
| 1969      | Spoon River                                           | Lector                           | Telefilm                                                                                                |
| 1972      | Circle of Fear                                        | Elliot Brent                     | Episodi: The Dead We Leave Behind                                                                       |
| 1972      | The House Without a Christmas Tree                    | Jamie Mills                      | Telefilm                                                                                                |
| 1973      | The Thanksgiving Treasure                             | James Mills                      | Telefilm                                                                                                |
| 1974      | The Country Girl                                      | Frank Elgin                      | |
| 1975      | The Easter Promise                                    | Jamie                            | Telefilm                                                                                                |
| 1975      | A Moon for the Misbegotten                            | James Tyrone Jr.                 | Nominació − Primetime Emmy al millor actor en programa especial dramàtic o còmic                        |
| 1976      | Addie and the King of Hearts                          | Jamie Mills                      | Telefilm                                                                                                |
| 1977      | Washington: Behind Closed Doors                       | President Richard Monckton       | Minisèrie 6 episodis Nominació − Primetime Emmy al millor actor en sèrie                                |
| 1978      | A Christmas to Remember                               | Daniel Larson                    | Telefilm                                                                                                |
| 1980      | F.D.R.: The Last Year                                 | President Franklin D. Roosevelt  | Telefilm Nominació − Primetime Emmy al millor actor en sèrie o especial                                 |
| 1980      | Haywire                                               | Leland Hayward                   | Telefilm                                                                                                |
| 1983      | The Day After                                         | Dr. Russell Oakes                | |
| 1984      | American Playhouse                                    | Erie Smith                       | Episodi: Hughie                                                                                         |
| 1984      | Sakharov                                              | Andrei Sakharov                  | Telefilm Nominació − Globus d'Or al millor actor en minisèrie o telefilm                                |
| 1984      | Great Performances                                    | Avi Martin Vanderhof             | Episodi: You Can't Take It with You                                                                     |
| 1985      | The Atlanta Child Murders                             | Alvin Binder                     | Minisèrie                                                                                               |
| 1985      | The Long Hot Summer                                   | Will Varner                      | |
| 1986      | Johnny Bull                                           | Stephen Kovacs                   | Telefilm                                                                                                |
| 1986      | The Last Frontier                                     | Ed Stenning                      | Minisèrie                                                                                               |
| 1987      | Laguna Heat                                           | Wade Shepard                     | Minisèrie                                                                                               |
| 1987      | Breaking Home Ties                                    | Lloyd                            | |
| 1988      | Inherit the Wind                                      | Henry Drummond                   | Primetime Emmy al millor actor en minisèrie o especial                                                  |
| 1988      | The Christmas Wife                                    | John Tanner                      | Telefilm                                                                                                |
| 1988      | Thomas Hart Benton                                    | Narrador                         | Telefilm                                                                                                |
| 1990      | The Civil War                                         | Ulysses S. Grant                 | Minisèrie 9 episodis                                                                                    |
| 1991      | The Perfect Tribute                                   | Abraham Lincoln                  | |
| 1991      | Chernobyl: The Final Warning                          | Dr. Armand Hammer                | |
| 1991      | An Inconvenient Woman                                 | Jules Mendelson                  | |
| 1991      | American Masters                                      | Narrador                         | Episodi: Helen Hayes: The First Lady of the American Theatre                                            |
| 1991      | Mark Twain and Me                                     | Mark Twain                       | Minisèrie Nominació − CableACE Award for Best Actor in a Movie or Miniseries                            |
| 1992      | Lincoln                                               | Abraham Lincoln                  | Minisèrie Veu                                                                                           |
| 1993      | Heidi                                                 | Avi                              | |
| 1994      | The Enemy Within                                      | General R. Pendleton Lloyd       | |
| 1995      | My Antonia                                            | Josea Burden                     | |
| 1995      | Journey                                               | Marcus                           | |
| 1996-1997 | The American Experience                               | Narrador                         | Episodi: Truman: Part I Episodi: T.R.: The Story of Theodore Roosevelt (Part I)                         |
| 2000      | Going Home                                            | Charles Barton                   | |

Font: «Jason Robards».   IMDb. [Consulta: 22 octubre 2013].